# Ощув-Колонія
Ощув-Колонія (пол. Oszczów-Kolonia; укр. Ощів) — колонія у Польщі, у Люблінському воєводстві Грубешівського повіту, ґміни Долгобичув.